# URD Rennsport
URD Rennsport – niemiecki zespół wyścigowy, założony w 2001 przez Ersnta Ungara. Obecnie ekipa startuje jedynie w Europejskiej Formule 3, jednak w przeszłości zespół pojawiał się także na starcie w Niemieckiej Formule 3, Europejskiej i Niemieckiej Formule Ford, Formule 2, 24h Le Mans, 24h Daytona, IMSA GTP, Formule ADAC Masters oraz w Formule 3 Euro Series. Siedziba zespołu znajduje się w miejscowości Heimsheim w Badenii-Wirtembergii.

## Starty

### Europejska Formuła 3
| Rok  | Bolid            | Kierowcy   | Wyścigi | Wygrane | PP | NO | Pkt | M.K. | M.Z. |
| ---- | ---------------- | ---------- | ------- | ------- | -- | -- | --- | ---- | ---- |
| 2012 | Dallara-Mercedes | Lucas Wolf | 18      | 0       | 0  | 0  | 19  | 11   |      |
| 2013 | Dallara-Mercedes | Lucas Wolf | 29      | 0       | 0  | 0  | 28  | 18   | 10   |

### Formuła 3 Euro Series
| Rok  | Bolid            | Kierowcy   | Wyścigi | Wygrane | PP | NO | Pkt | M.K. | M.Z. |
| ---- | ---------------- | ---------- | ------- | ------- | -- | -- | --- | ---- | ---- |
| 2012 | Dallara-Mercedes | Lucas Wolf | 24      | 0       | 0  | 0  | 36  | 11   | 6    |